# Metodik
Metodik er en samling af elementer, der tilsammen udgør et system inden for et specifikt fagområde.
Læren om metoder og fremgangsmåder.
Metodik var navnet på et seminariefag i læreruddannelsen. Faget kom efterfølgende til at hedde undervisningslære og drejede sig om at planlægge og gennemføre undervisning på en hensigtsmæssig måde ud fra videnskabelig forskning og erfaringer fra undervisningspraksis.
| Skole | Spire Denne artikel om en skole, en uddannelsesinstitution eller uddannelse er en spire som bør udbygges. Du er velkommen til at hjælpe Wikipedia ved at udvide den. |